# Plectrocnemia appennina
Plectrocnemia appennina là một loài Trichoptera trong họ Polycentropodidae. Chúng phân bố ở miền Cổ bắc.